# ケサリヤ
「ケサリヤ」（Kesariya）は、プリータムが作曲、アミターブ・バッタチャーリヤが作詞、アリジット・シンが歌手を務めた楽曲。2022年のヒンディー語映画『ブラフマーストラ』のサウンドトラックの一曲として作られた。2022年7月17日にファースト・シングルとしてソニー・ミュージック・インディアからリリースされ、ヒンディー語版以外の言語では、それぞれ「Kumkumala」（テルグ語）、「Theethiriyaai」（タミル語）、「Kesariya Rangu」（カンナダ語）、「Kunkumamaake」（マラヤーラム語）のタイトルでリリースされた。Billboard、Asian Music Chartのチャートでは第1位を獲得し、インド・パキスタンのApple MusicとSpotifyでもチャート成績第1位になっている。

## ミュージックビデオ
ミュージックビデオには『ブラフマーストラ』で主演を務めたランビール・カプールとアーリヤー・バットが出演しており、振り付けはガネーシュ・アーチャーリヤが手掛けた。撮影はヴァーラーナシーのカーシー・ヴィシュヴァナート寺院とガンジス川で行われた。

## リリース
2022年4月10日にサウンドトラックのファースト・シングルのタイトルが「ケサリヤ」であることが発表され、3日後にティーザーが公開された。7月17日にリリースされ、8月22日にはオフィシャルビデオがYouTubeで公開された。また、シャシュワト・シンとアンタラ・ミトラがレコーディングしたダンス・ミックスが10月1日からリリースされ、12月9日には映画の「ケサリヤ」の歌曲シーンの動画が公開された。

## 多言語版
ヒンディー語版以外の言語では、それぞれ「Kumkumala」（テルグ語版、作詞：チャンドラボース）、「Theethiriyaai」（タミル語版、作詞：マダン・カールキ）、「Kesariya Rangu」（カンナダ語版、作詞：ヨーガラージ・バット）、「Kunkumamaake」（マラヤーラム語版、作詞：シャバレーシュ・ヴァルマ）のタイトルでリリースされた。4言語版はシド・シュリラーム、サンジート・ヘーグデー、ヘーシャム・アブドゥル・ワッハーブがそれぞれ歌手を務めている。

## クレジット
- 作曲 - プリータム（英語版）
- 作詞 - アミターブ・バッタチャーリヤ（英語版）
- 歌手 - アリジット・シン（英語版）
- アディショナル・ボーカル - ニキタ・ガンディー（英語版）
- 振付 - ガネーシュ・アーチャーリヤ
- ミキシング・エンジニア、マスターリング・エンジニア - シャーダーブ・レイエーン（英語版）
- サウンド・デザイン、ミュージック・アレンジメント - ドゥルバジョーティ・プーカン（英語版）

## 評価

### 批評
インディア・トゥデイのバーヴナ・アグルワールは「ランビール・カプールとアーリヤー・バットが贈る、今年最高のラブ・バラード」と批評し、ヒンドゥスタン・タイムズは「アーリヤー・バットは、愛の讃歌をもってランビール・カプールにいつも側に寄り添うことを約束した」と批評している。ABPニュースは「この曲はランビール・カプールとアーリヤー・バットの愛に満ちたケミストリーを見せてくれる」と批評した。

### 受賞・ノミネート
| 賞                                                   | 授賞式           | 部門                       | 対象                         | 結果 | 出典          |
| ---------------------------------------------------- | ---------------- | -------------------------- | ---------------------------- | ---- | ------------- |
| ジー・シネ・アワード                                 | 2023年2月26日    | 歌曲賞                     | 「ケサリヤ」                 | 受賞 | [ 18 ] [ 19 ] |
| ジー・シネ・アワード                                 | 2023年2月26日    | 作詞賞                     | アミターブ・バッタチャーリヤ | 受賞 | [ 18 ] [ 19 ] |
| ジー・シネ・アワード                                 | 2023年2月26日    | 男性プレイバックシンガー賞 | アリジット・シン             | 受賞 | [ 18 ] [ 19 ] |
| 第68回フィルムフェア賞                               | 2023年4月27日    | 作詞賞                     | アミターブ・バッタチャーリヤ | 受賞 | [ 20 ]        |
| 第68回フィルムフェア賞                               | 2023年4月27日    | 男性プレイバックシンガー賞 | アリジット・シン             | 受賞 | [ 20 ]        |
| 第23回国際インド映画アカデミー賞                     | 2023年5月26-27日 | 作詞賞                     | アミターブ・バッタチャーリヤ | 受賞 | [ 21 ]        |
| 第23回国際インド映画アカデミー賞                     | 2023年5月26-27日 | 男性プレイバックシンガー賞 | アリジット・シン             | 受賞 | [ 21 ]        |
| ニコロデオン・キッズ・チョイス・アワード・インディア | 2023年6月28日    | 歌手賞                     | アリジット・シン             | 受賞 | [ 22 ]        |
| ニコロデオン・キッズ・チョイス・アワード・インディア | 2023年6月28日    | 歌曲賞                     | 「ケサリヤ」                 | 受賞 | [ 22 ]        |
| 第70回国家映画賞                                     | 2024年10月8日    | 男性プレイバックシンガー賞 | アリジット・シン             | 受賞 | [ 23 ]        |

### チャート
| チャート (2022)   | 最高順位 |
| ----------------- | -------- |
| India (Billboard) | 1        |
| Asian Music Chart | 1        |